# Ratpenat de vores clares
El ratpenat de vores clares (Pipistrellus kuhlii) forma colònies d'una vintena d'individus, a tot estirar.

## Descripció
És un ratpenat de musell gros i curt i orelles triangulars, proveïdes d'un tragus de punta arrodonida. La cua solament sobresurt 1 mm de l'uropatagi i el cinquè dit fa uns 44 o 45 mm de llargada.
El color del pelatge és variable. En general, la regió dorsal presenta tonalitats brunes grogoses o brunes vermelloses, i la ventral, grises clares o blanques grisoses. Les orelles, el musell i el patagi són de color marró negrós. A la vora posterior de la membrana alar compresa entre el cinquè dit i el peu s'observa una franja blanca d'uns 2 mm de gruix, molt visible i ben delimitada.
Dimensions corporals: cap + cos (40 - 50 mm), cua (30 - 40 mm), avantbraç (28 - 37 mm) i envergadura alar (210 - 230 mm).
Pes: 5 - 10 g.

## Hàbitat
Tota mena d'ambients, fins i tot les àrees habitades pels humans, sense ocupar, però, les poblacions humanes gaire grans. Normalment es refugia a les fissures de les roques o en esquerdes de construccions humanes.

## Distribució
Habita l'oest d'Àsia i la Conca del Mediterrani, incloses Mallorca, Menorca, Còrsega, Sardenya i Sicília

## Costums
Surt del seu refugi quan ja és fosc i caça al voltant dels fanals, sobre l'aigua o la vegetació, amb un vol ràpid i hàbil.

## Espècies semblants
El ratpenat fals, si fa no fa de la mateixa mida, pot presentar també una franja més clara a la vora del patagi, però no tan blanca ni ben delimitada.
La pipistrel·la es caracteritza per un cinquè dit més curt, de menys de 43 mm.